# はせがわゆうじ
はせがわ ゆうじ（1958年3月6日 - ）は、愛知県名古屋市出身のイラストレーター。名古屋芸術大学卒。
パンダのキャラクター「ぱんだもん」の作者。

## 人物
祖父は元高砂部屋の力士で前頭、立潮。中学時代は運動神経も良く体操部の部長を務める。名古屋市立工芸高校の美術部に入った頃から絵を書き出す。名古屋芸術大学時代はひたすらバンド活動にのめり込み、音楽でやっていこうと志すが挫折。デザイン会社を２社経て27歳の時、フリーのイラストレーターになる。やなせたかし、宇野亜喜良、牧野鈴子が審査員の詩とメルヘンイラストコンクールで優秀賞受賞。30歳で結婚ふたりの娘に恵まれる。長年やなせたかし主催の星屑忘年会の幹事長を務める。初期の画集「星間浪漫船」の帯文はシンガーソングライターのイルカ。2018年より日本木造住宅産業協会の小学生作文コンクールの審査員長も務める。2021年国際交流基金モスクワ日本文化センター開催『てぶくろをかいに』の絵本表紙コンクールの審査員。近年は株式会社メニコン内のメニコンANNEXギャラリーMenioにて毎年個展を開催。絵本「もうじきたべられるぼく」の帯文はタレントの山口もえ、それが縁でNHKラジオ「らじるラボ」にも出演する。婦人公論jp.に「なんだもんぱんだもん」連載中。

## 画法
色鉛筆で絵本、幼児雑誌などに柔らかい画風で描く。動物のキャラなどが多い。おじさんキャラは細い方がY氏、太った方がH氏と暗黙の了解で呼ばれている。長年、色鉛筆のぼんやりした色合いでやって来たが、ある時代からボールペンで描く白黒のはっきりしたタッチに魅せられ、ペン画も描き出す。その延長上でパンダを描き始め「ぱんだもん」を生み出す。近年はペン画に他の画材も加えた新しい技法で制作中。

## 仕事歴
- 松坂屋お中元お歳暮ポスター
- 東京書籍小学校国語教科書1〜6年前後期表紙
- 教育出版小学校国語音楽教科書挿絵
- 名古屋市母子手帳表紙
- NHKみんなのうた「しあわせのうた〜風とおさんぽ〜」 (歌・井上あずみ、作詞作曲・勝誠二)アニメーション
- 朝日小学生新聞連載「かかしのゆめ」「だるまんの旅」
- 名古屋市里親募集動画
- 『PHPのびのび子育て』連載「らぱんくんの旅」

## 著作
- 「じてんしゃ倶楽部」サンリオ
- 「こころの森」ウオカーズカンパニー[5]
- 「ゆうやけ探検隊」サンリオ
- 「サンタさんのゆめ」(文・西島三重子) サンリオ
- 「サンタさんへの手紙」(やなせたかし監修) サンリオ
- 「星間浪漫船」風琳堂
- 「小さな額の物語」(びっくり絵葉書) 風琳堂
- 「散歩-STROLL」サンリオ
- 「おはぎをたべたのはだれ」小学館
- 「ボルドーの地平線」サンリオ
- 「ベンジャミンの空」サンリオ
- 「うさぽんのたび」小学館スクウェア[6]
- 「みにくいあひるのこ」学研
- 「まねまねひるね」(文・北川チハル) 岩崎書店
- 「さくらのサッちゃんとみの虫ぼうや」(文・とみざわきよゆき)愛育出版
- 「もうじきたべられるぼく」PIBO [7]
- 「ぱくっ！」PIBO
- 「さよならサンタさん」YOMO [8]
- 「けろどん」YOMO
- 「ふたごのパンダのこころコロコロ」(文・西島三重子) 中央公論新社

- 「もうじきたべられるぼく」 中央公論新社（第7回未来屋えほん大賞 受賞[9]）
- 「サンタさんのゆめ・トナカイさんのゆめ」(文・西島三重子) 中央公論新社
- 「ふたごパンダとおともだち」(文・西島三重子) 中央公論新社
- 「海を見たかったかかし」 中央公論新社
- 「ふたごパンダのおくりもの」(文・西島三重子) 中央公論新社
- 「チビ、にげろ！」 中央公論新社
- 「きっといいことまってるよ」東京書店